# Reynaldo Bignone

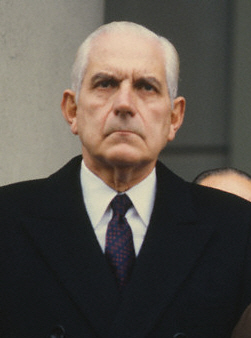
Reynaldo Bignone

Reynaldo Benito Antonio Bignone (Morón, 21 januari 1928 – Buenos Aires, 7 maart 2018) was een Argentijnse generaal, die als president een dictatuur oplegde in Argentinië. In 2010 werd hij veroordeeld tot 25 jaar gevangenisstraf voor zijn rol bij de ontvoeringen, martelingen en moorden tijdens de Guerra Sucia of de 'vuile oorlog' in Argentinië.

## Vroege carrière
Reynaldo Benito Antonio Bignone Ramayón werd geboren in 1928 te Morón, de westelijke voorstad van Buenos Aires. In het jaar 1947 trad hij toe tot het Argentijnse leger en het prestigieuze National War College. Nadien werd hij voor een periode gestationeerd in Spanje. Toen Bignone terugkeerde naar Argentinië, werd hij benoemd tot het hoofd van een regiment in het leger. Later werd hij brigadier-generaal onder generaal Jorge Videla.
De verslechterende veiligheids- en economische situatie leidden op 24 maart 1976 tot een staatsgreep tegen de onfortuinlijke presidente Isabel Martínez de Perón. Deze coup werd goed geaccepteerd door de bevolking maar bracht ook een golf van terreur en ontvoeringen met zich mee door zowel de linkse guerrillabewegingen als de extreemrechtse doodseskaders van de Argentijnse Anticommunistische Alliantie (Triple A of AAA). Bignone trok zich terug uit het leger nadat Videla zijn macht had overgedragen aan generaal Roberto Viola, in maart 1981.

## Epiloog
Op 20 april 2010 werd Bignone veroordeeld tot 25 jaar gevangenisstraf voor zijn daden bij de ontvoering, marteling en moorden op 56 mensen, inclusief guerrillastrijders. Deze daden speelden zich af in het militaire complex 'Campo de Mayo'.
Op 27 mei 2016 werd Bignone veroordeeld tot een gevangenisstraf van twintig jaar wegens betrokkenheid bij de uitschakeling van linkse dissidenten in het kader van Operatie Condor. Veertien andere oud-militairen kregen celstraffen van 8 tot 25 jaar opgelegd.
- Gemeinsame Normdatei: 115431474X
- International Standard Name Identifier: 0000 0000 3177 4210
- Library of Congress Control Number: n93081896
- Nederlandse Thesaurus van Auteursnamen: 140484701
- Système universitaire de documentation: 177786507
- Virtual International Authority File: 63223459
- WorldCat: E39PBJrrCTCkPKcXV7j8RbhCQq